# Tossiat
Tossiat es una comuna francesa situada en el departamento de Ain, de la región de Auvernia-Ródano-Alpes.

## Geografía
Está ubicada en la región natural de Revermont, a 12 km al sureste de Bourg-en-Bresse.

## Demografía
| 531 | 534 | 569 | 879 | 979 | 1 115 | 1 327 | 1 353 | 1 362 |
| Para los censos de 1962 a 1999 la población legal corresponde a la población sin duplicidades (Fuente: INSEE [Consultar]) |     |     |     |     |       |       |       |       |